# 图睿

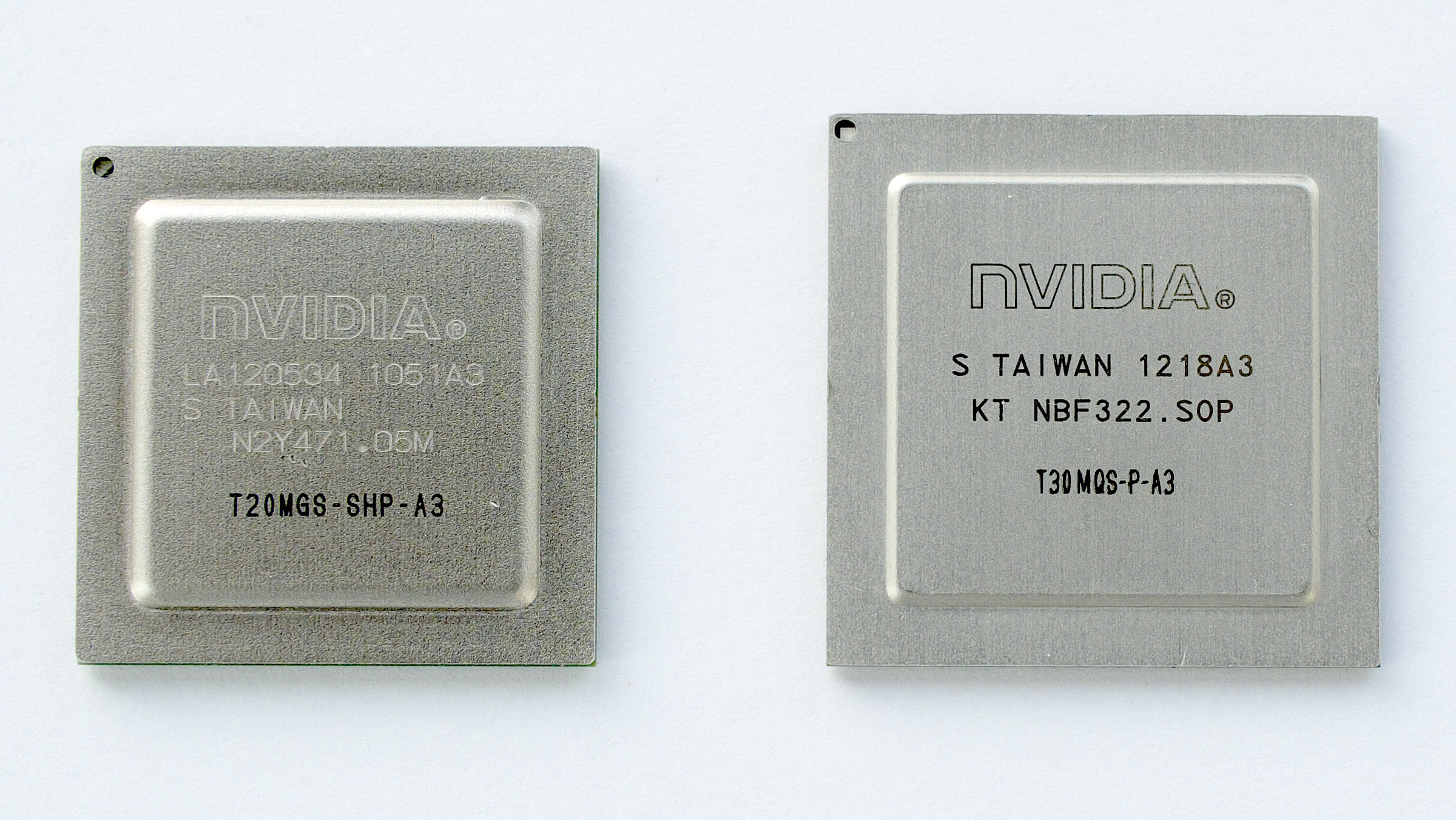
英伟达Tegra T20（Tegra 2）和T30（Tegra 3）芯片

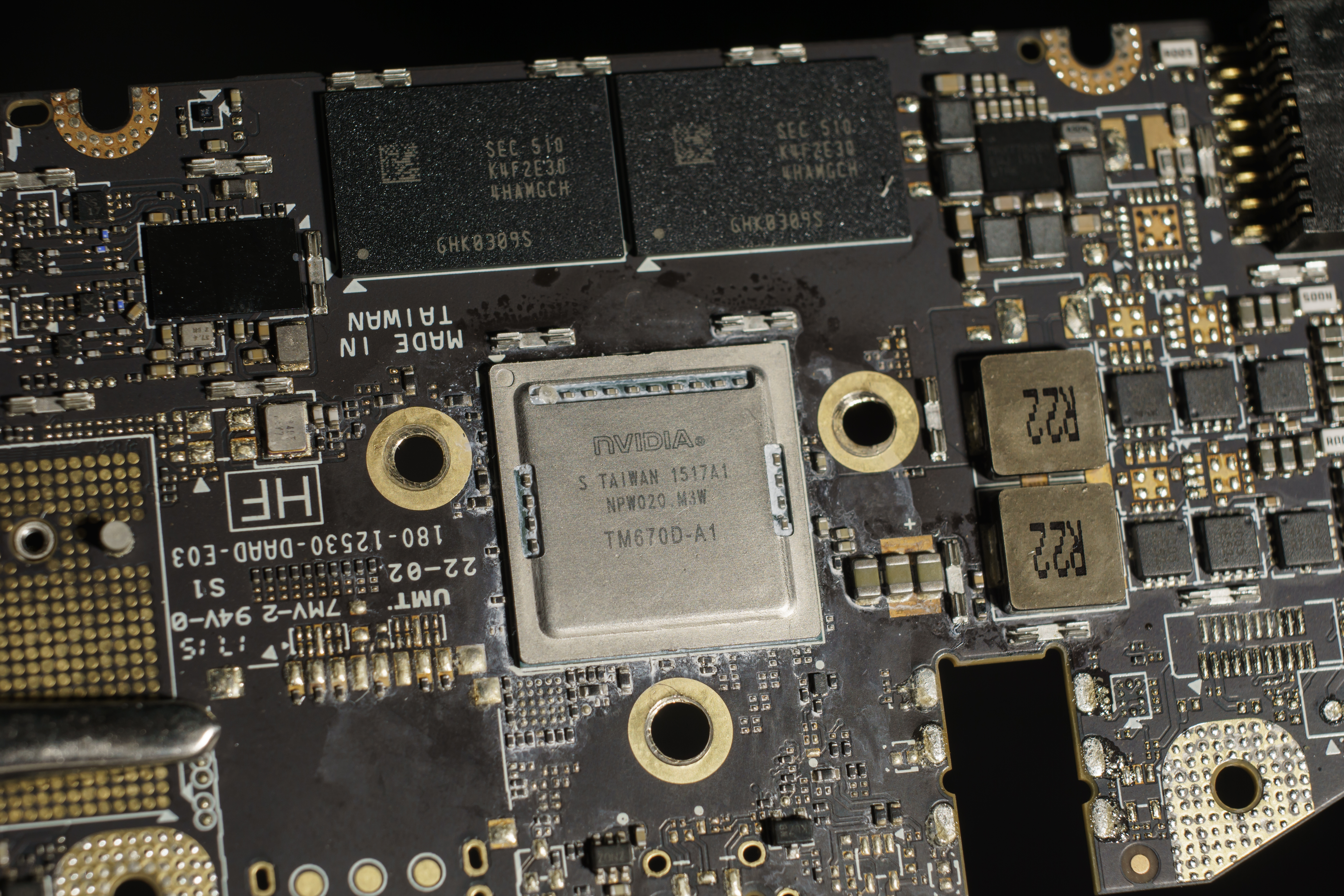
Shield TV内的Tegra X1

Tegra（中國大陸官方中文名稱：“图睿”）是由NVIDIA開發的系統單晶片系列產品，2008年6月1日正式發表，替代之前的GoForce系列。主要用於手持式裝置。Tegra可搭配NVIDIA專為智慧型手機及平板電腦開發的NVIDIA Icera系列晶片組。Tegra的主要競爭對手是高通和德州儀器的對應產品。
每個 Tegra 內建ARM架構的處理器核心、基於GeForce的圖形處理器、音效處理器、北橋晶片、南橋晶片和記憶體控制器置入一個單一的軟體包。由於並非是x86指令集，所以不能運行Windows作業系統，但ARM架構的耗電率則較低，可選擇運行Windows Mobile作業系統，或者Android作業系統。nVIDIA原本將此晶片定位用於行動聯網裝置或者智慧型手機，但現在也試點用在自動駕駛汽車和遊戲機上。
在第一代Tegra產品發佈的時候，由於NVIDIA的經驗不足，只能夠專注於一種作業系統。所以，NVIDIA選擇與微軟合作。例如Zune HD就利用了Tegra晶片。之後，NVIDIA不再專注於一種平台。所以，第二代的Tegra已經可以支持Android。一般認為Google可以借助NVIDIA Tegra晶片的性能，來提高Android產品的質素，使之可與蘋果公司的產品相競爭。瀏覽器方面，NVIDIA與Opera合作，加快網頁的載入速度，更提供動畫效果。

## 產品介紹

### Tegra APX系列
2008年2月11日，NVIDIA发布了用於智慧型手机與PDA平台的APX 2500应用处理器。該处理器集成了一個ARM处理器和一個顯示核心。這款处理器是由nVIDIA和微软联合研制，應用於使用Windows Mobile的电话中，提高Windows Mobile平台的多媒体處理能力。隨後在2008年6月1日，NVIDIA正式發佈了Tegra 600系列產品，APX 2500亦更名為Tegra APX 2500。集成的顯示核心是基於GeForce 6，但加入對CUDA和雙精度浮点运算的支持。
晶片的製程是65奈米，核心頻率750 MHz，並集成256KB的L2緩存。晶片亦內建GeForce核心，支援OpenGL ES 2.0和Direct3D Mobile标准。APX 2500属于ARM11 MPCore架構，其低耗電設計，使手提电话可以長時間播放音樂或高清影片。此外，它支援720p的MPEG-4與H.264/MPEG-4 AVC的解碼。輸出方面，它支援HDMI 1.2和雙顯示輸出。
在西班牙巴塞罗那举行的3GSM移动世界大会中，NVIDIA的APX 2500原型機可以執行《雷神之锤III竞技场》，並示範性地播放了《满城尽带黄金甲》高清版。
Tegra APX 2600與Tegra APX 2500的差異是前者強化了NAND快閃記憶體支援。

### Tegra 600系列
2008年6月1日，NVIDIA正式發佈了Tegra品牌，設有Tegra 600和Tegra 650兩款型號，整合ARM11 MP Core、影音處理器，Tegra 600支援720p H.264和VC-1影片解碼，Tegra 650更支援1080p影片解碼。

### Tegra 2系列

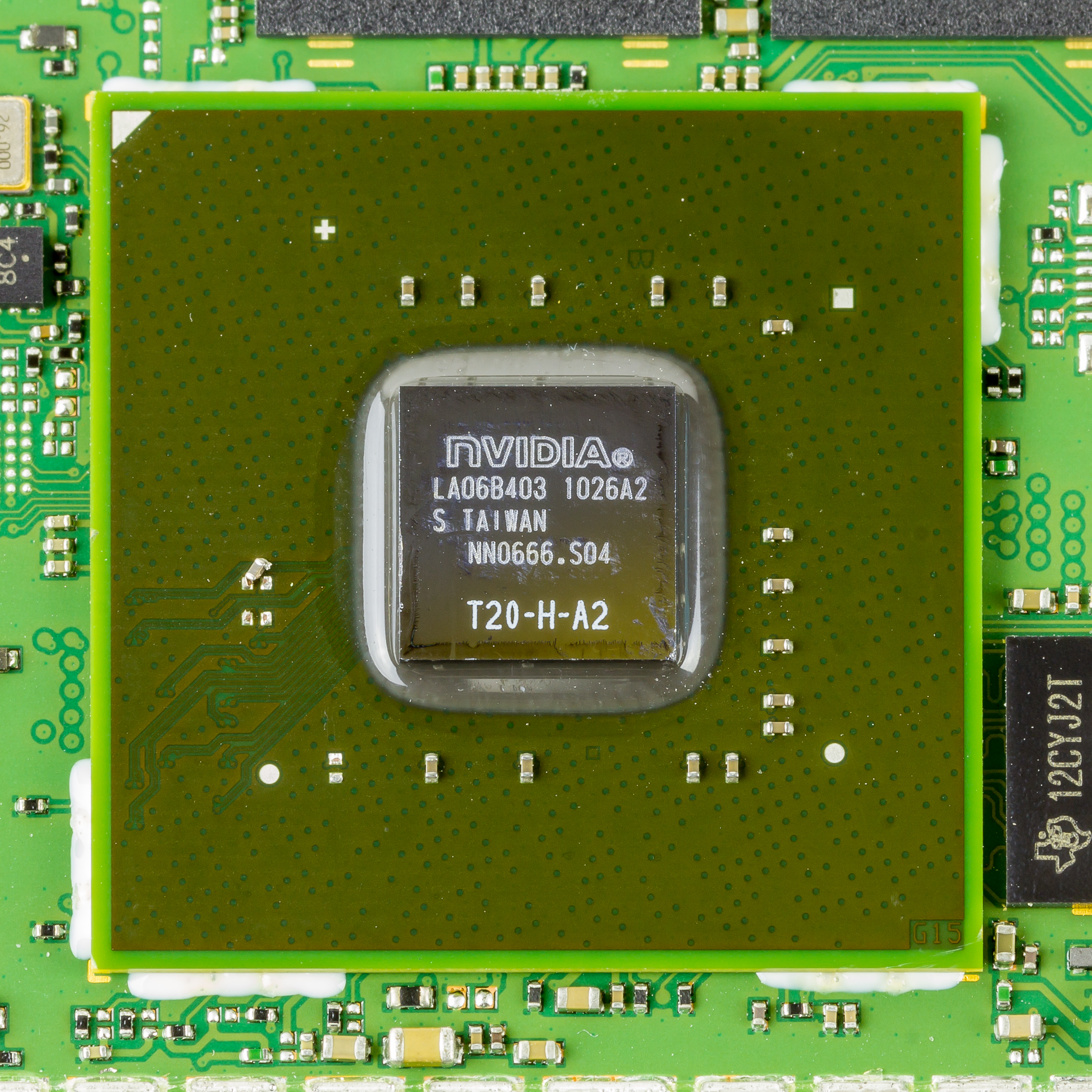
nvidia Tegra 2 T20

2010年1月7日發表，它是Tegra的第二代晶片，首款產品Tegra 250，採用台積電的40nm製程製造，集成8個不同功用的處理器。其中兩個是ARM Cortex A9核心，運作頻率是1GHz。另外有一個ARM7處理器，一個音頻處理器(Audio Processor)，一個影像處理器(Image Processor)，一個高清影片解碼處理器(HD Video Decode Processor)，一個高清影片編碼處理器(HD Vide Encode Processor)，一個圖形處理器(2D/3D Graphics Processor)。由於NVIDIA在2007年收購了PortalPlayer公司，從而取得音頻處理器技術。
當中的影片編碼器可以支援1080p解析度的H.264格式影片，上一代的Tegra只支援到720p。影片解碼器方面，同樣支援1080p解析度的H.264格式影片。當Tegra 2晶片進行影像解碼的時候，最高可以播放順暢的1080p影片，且電源功耗小於400mW。圖像處理器方面，晶片支援200万像素摄像头。而圖像處理器支援OpenGL ES 2.0，與上一代相同。但是頻率和頻寬的提升，可以使性能有2-3倍的增長。
Tegra 2晶片可用於製造智能手機、平板電腦、電子書。奧迪汽車（Audi）已宣佈將在2012年推出的車款使用Tegra的車載娛樂及導航系統，福斯汽車集團（Volkswagen AG）旗下的數個汽車品牌也將會選用相同的系統。
新的Cortex A9核心採用亂序執行，而Intel Atom則是採用依序執行。
由于Tegra 2芯片并不支持Neon指令集，使得其多媒体性能存在一些问题，如不能流畅播放High Profile的1080P H264视频。

### Tegra 3系列
2011年11月9日發表，CPU核心採用4+1結構，即四顆核心加第五顆省電核心，支援OpenGL遊戲的3D Vision顯示，通過NVIDIA DirectTouch技術分擔部分觸控處理作業，藉以改善觸控反應，並減少耗電量。HDMI支援1.4a版本。

### Tegra 4系列
Tegra 4 內部搭載 72 個 NVIDIA GeForce GPU 核心 - 等同於 Tegra 3 GPU 運算動力的 6 倍 - 因此提供更逼真的遊戲經驗與更高解析度的顯示畫面。 Tegra 4 內部採用 ARM 最先進 CPU 核心 Cortex-A15 ，打造出第一款四核心架構的處理器，加快 2.6 倍的網頁瀏覽速度以及為各種應用程式提供突破性的效能。
Tegra 4 還能透過一款選配晶片組支援全球通用的 4G LTE 語音與數據傳輸技術，亦即第 5 代 NVIDIA Icera i500 處理器。 i500 不僅效率更高，而且尺寸僅有傳統數據機晶片的 40% ，處理能力更是前一代元件的 4 倍。

### Tegra K1系列
Tegra K1 提供版本第一種版本採用 32 位元基於 ARM Cortex A15 的四核心加第五顆基於 ARM Cortex A9 的省電核心，而第二種版本則採用 NVIDIA 自行設計的64 位元雙核心 Super Core CPU 。這款 CPU 以 ARMv8 架構為基礎，可提供非常高的單執行緒和多執行緒效能，並將GPU架構從 Tegra 2、Tegra 3及Tegra 4的GeForce（G70）架構提升至 Mobile Kepler 架構，Tegra 5 與現階段主推的 GeForce Titan GPU 架構相同，因此也完整支援 OpenGL 4.4、Open GL ES 3.0、DirectX 11、Tesellation 與 CUDA 5.0。根據 Nvidia 的測試，Mobile Kepler 的圖形處理能力將是 iPad 4 的四倍，也比 PS3 強。第一台用在移動裝置上的是2014/5/15由小米公司推出的小米平板，安兔兔跑分可達140000分(v7.2.0)。使用64位元雙CPU核心和192核GPU Tegra K1的Nexus 9跑分更超過55000(v5.2.0)分。

### Tegra X1系列
NVIDIA的Tegra X1（代號Erista）有四個ARM的Cortex-A57內核和四個ARM的Cortex-A53內核的big.LITTLE配置，以及一個Maxwell為基礎的圖形處理核心，GPGPU的支持。
X1除了在英伟达自家的Nvidia Shield电视盒上使用以外，也被谷歌应用在其自家的平板电脑Pixel C上。而日本游戏公司任天堂的游戏主机任天堂Switch和任天堂Switch Lite上也使用了定制化的X1。
- CPU：ARMv8 的ARM Cortex-A57四核+ ARM的Cortex-A53四核（64位）
- GPU：麥克斯韋(Maxwell架構，跟GeForce 900系列使用同一個架構)為主的256核GPU
- MPEG-4 HEVC和VP9編碼/解碼支持
- 台積電20奈米制程（T210），台积电16纳米制程（T214）
- 功耗小於10瓦

| 型号          | CPU                             | CPU   | CPU                           | GPU                    | GPU        | GPU                   | GPU                                           | 内存    | 内存 | 内存            | 内存        | 采用         |
| 型号          | 处理器                          | 核心  | 频率 (GHz)                    | 微架构                 | 核心配置n1 | 频率 (MHz)            | GFLOPS                                        | 类型    | 容量 | 总线宽度 (bits) | 带宽 (GB/s) | Availability |
| ------------- | ------------------------------- | ----- | ----------------------------- | ---------------------- | ---------- | --------------------- | --------------------------------------------- | ------- | ---- | --------------- | ----------- | ------------ |
| T210          | ARM Cortex-A57 + ARM Cortex-A53 | 4 + 4 | A57: 1.9 GHz A53: 1.3 GHz     | GM20B（Maxwell微架构） | 256:16:16  | 1000                  | 512 (FP32) / 1024 (FP16)                      | LPDDR4  | 3 GB | 64-bit          | 25.6        | Q2 2015      |
| NX-SoC (T210) | ARM Cortex-A57 + ARM Cortex-A53 | 4 + 4 | A57: 1.020 GHz A53: 1.020 GHz | GM20B（Maxwell微架构） | 256:16:16  | 底座模式: 768 - 921   | 底座模式: 393 - 471 (FP32) / 786 - 942 (FP16) | LPDDR4  | 4 GB | 64-bit          | 25.6        | Q1 2017      |
| NX-SoC (T210) | ARM Cortex-A57 + ARM Cortex-A53 | 4 + 4 | A57: 1.020 GHz A53: 1.020 GHz | GM20B（Maxwell微架构） | 256:16:16  | 携带模式: 307.2 - 384 | 携带模式: 157 - 196 (FP32) / 314 - 392 (FP16) | LPDDR4  | 4 GB | 64-bit          | 25.6        | Q1 2017      |
| NX-SOC (T214) | ARM Cortex-A57 + ARM Cortex-A53 | 4 + 4 | A57: 1.9 GHz A53: 1.3 GHz     | GM20B（Maxwell微架构） | 256:16:16  | 1267                  | 649 (FP32) / 1298 (FP16)                      | LPDDR4x | 8GB  | 64-bit          | 25.6        | Q2 2019      |

- 注：任天堂Switch运行过程中，只有Cortex-A57的4大核工作。

### Tegra X2 系列
Nvidia 的 Tegra X2（代号Parker）采用了 Nvidia 定制的 ARMv8 兼容核心 Denver 2 和代号为 Pascal 的图像处理核心，有 GPGPU 支持。 X2 使用台积电16纳米 FinFET+ 製程制造。
- CPU: Nvidia Denver2 ARMv8（64-bit）双核 + ARMv8 ARM Cortex-A57 四核（64-bit）
- RAM: 最高 16GB LPDDR4
- GPU: Pascal 构架, 256 CUDA 核心
- TSMC: 16 纳米 FinFET 製程
- TDP: 7.5-15W[21]

| 型号 | CPU                  | CPU   | CPU                                   | GPU            | GPU         | GPU          | GPU           | GPU           | 内存   | 内存 | 内存     | 内存      |          |
| 型号 | 处理器               | 核心  | 频率                                  | 微架构         | 核心配置n11 | 频率         | GFLOPS (FP32) | GFLOPS (FP16) | 类型   | 容量 | 总线宽度 | 带宽      | 发布日期 |
| ---- | -------------------- | ----- | ------------------------------------- | -------------- | ----------- | ------------ | ------------- | ------------- | ------ | ---- | -------- | --------- | -------- |
| T186 | Denver2 + Cortex-A57 | 2 + 4 | Denver2: 1.4–2.0 GHz A57: 1.2–2.0 GHz | GP10B (Pascal) | 256:?:?     | 854–1465 MHz | 437–750       | 874–1500      | LPDDR4 | 8 GB | 128 bit  | 58.4 GB/s | 未发布   |

### Xavier 系列
Xavier以漫畫人物X教授的名字命名，在2016年9月28日宣佈，2019年3月發布。它包含70億個晶體管和8個自定義ARMv8內核，一個帶有512個CUDA內核的Volta GPU，一個名為DLA（深度學習加速器）的開源TPU（張量處理單元）它能夠編碼和解碼8K超高清（7680×4320）。用戶可根據需要配置10W，15W和30W TDP的三種工作模式，芯片尺寸為100x87 mm 2。Nvidia證實，製造工藝為台積電的12nm FinFET，和RTX20系列一樣。
- CPU：Nvidia定制Carmel ARMv8（64位），8核心10線程
- GPU：基於Volta的512個CUDA核心，具有1.3 TFLOPS
- TSMC 12 nm FinFET工藝
- 20 TOPS DL和160 SPECint @ 20 W;  30 TOPS DL @ 30 W （TOPS DL =深度學習Tera-Ops）
  - 20 TOPS DL通過基於GPU的張量核心
  - 10 TOPS DL（INT8）通過DLA單元實現5 TFLOPS（FP16）
- 1.6 PVA單元中的TOPS（可編程視覺加速器，用於StereoDisparity / OpticalFlow / ImageProcessing）
- ISP單元中的1.5 GPix / s（圖像信號處理器，具有原生全範圍HDR和磁貼處理支持）
- 用於1.2 GPix/s編碼和1.8 GPix/s解碼的視頻處理器包括8k視頻支援

| 型號 | CPU    | CPU  | CPU  | GPU           | GPU      | GPU      | GPU    | 記憶體 | 記憶體 | 記憶體   | 記憶體   |            |
| 型號 | 處理器 | 核心 | 頻率 | 微架構        | 核心配置 | 頻率     | GFLOPS | 类型   | 容量   | 总线宽度 | 带宽     | 发布日期   |
| ---- | ------ | ---- | ---- | ------------- | -------- | -------- | ------ | ------ | ------ | -------- | -------- | ---------- |
| T194 | Carmel | 8    |      | GV10B?(Volta) | 512:?:?  | 1270 MHz | 1300   | LPDDR4 |        | 256-bit  | 137 GB/s | Q3(?) 2018 |

### Orin系列
Nvidia于2018年3月27日宣布了代号為Orin的SoC。

### Thor系列
Nvidia于2022年9月20日宣布了代号為Thor的SoC。